# Pleasure Factory
Pleasure Factory traduzido literalmente como Fábrica de Prazer (快乐工厂; Kuaile Gongchang) é um filme docudrama singapurano-sino-Tai de 2007, ambientado em Geylang, conhecido como "distrito da luz vermelha", em Singapura. Dirigido por Ekachai Uekrongtham, o filme foi selecionado para o Un certain regard, competição do Festival de Cannes em 2007.
O filme trata sobre temas tradicionalmente escondidos na sociedade asiática, como a prostituição e os relacionamentos entre pessoas do mesmo sexo, e dispõe de nudez masculina explícita.

## Enredo
Uma série de contos entrelaçados envolvem "os que procuram lazer e prestadores de prazer" durante o curso de uma noite em Geylang, o "distrito da luz vermelha" em Singapura. Há três histórias distintas, unidas apenas pela presença de personagens de todas as histórias em um restaurante no lado da rua:
- Jonathan, que ainda tem que perder a virgindade, é escoltado nas ruas de Geylang por seu companheiro de exército, Kiat, que quer ajudar o amigo fazer a sua "passagem para a idade adulta". Os dois homens visitam vários bordéis, onde conferem as várias qualidades e nacionalidades de suas mulheres, que vieram da China, Tailândia, Malásia, Indonésia, Índia e outros lugares. Jonathan, eventualmente, decide sair com uma jovem chinesa.

- Uma adolescente é chamada por uma velha prostituta em um quarto de hotel, onde a mulher mais velha, Linda, está atendendo a um homem mais velho corpulento, que quer tirar a virgindade da jovem. A menina é acompanhada até o hotel por um jovem chamado Chris. Quando ela vai no quarto do hotel, Chris fica do lado de fora e a espera.

- Uma mulher em um vestido vermelho fica em um conversível com um homem. Mais tarde, ela aparece no restaurante ao lado da rua e paga um jovem artista de rua por sua "canção especial", que ele não acaba de cantar e, em vez disso, é levado para a sala da mulher.

## Elenco
- Yang Kuei-Mei como Linda
- Ananda Everingham como Chris
- Zihan Loo como Jonathan
- Katashi Chen como Kiat
- Jeszlene Zhou como Menina do vestido vermelho
- Isabella Chen como adolescente
- Xu Er como a menina na toalha branca
- Ian Francis Low como Busker

## Produção
De acordo com as notas de produção do filme, Pleasure Factory é o primeiro longa-metragem a ser filmado inteiramente em locais reais em Geylang, o distrito da luz vermelha de Singapura.
| “ | Nos velhos tempos, a área de Geylang costumava ser povoado por fábricas de processamento para as plantações de coco. Hoje em dia, as máquinas ainda estão funcionando a pleno vapor, produzindo prazer para aqueles que procuram noite após noite uma Fábrica de Prazer. Eu tentei tirar a nu os escudos que impedem personagens do filme de experimentar o verdadeiro prazer. Como o filme tem uma nítida sensação de realismo e honestidade, eu gostaria que ele enfrentasse um mundo que é ao mesmo tempo decadente e bonito, escuro e brilhante, triste e bem-humorado, frio e quente, nu e todo embrulhado. Se o prazer pode ser produzido em massa, o que seria deixado na linha de montagem quando as máquinas param. | ” |

O filme é o segundo longa-metragem do diretor Ekachai, um diretor de teatro tailandês residente em Singapura que já havia dirigido o filme de drama biográfico tailandês, Beautiful Boxer, em 2003. É, também, uma co-produção da Apple Films.

## Recepção
O filme foi selecionado para o Un certain regard, mostra paralela do Festival de Cannes, em 2007.
Ele foi aclamado pelos críticos europeus que participaram da triagem de estreia. Nana Rebhan, do Canal de Arte e Cultura da Alemanha, descreveu o filme como um "retrato convincente do distrito da luz vermelha nunca antes visto" e disse que "o que torna este filme tão especial são os momentos em que as pessoas estão na etapa "de fábrica", fora de seus ritmos habituais - não estão funcionando da maneira que deveriam, sem saber de suas próprias ações e emoções". Leonardo Lardieri, da Sentieri Selvaggi italiana,  chamou o filme de "uma surpresa agradável" e disse que era capaz de "capturar a fragilidade, a sensação de abandono e a pulsação do desejo incessante - de uma cadeia de começos e fins, que continuam a reencarnar-se noite após noite." A abordagem do filme foi descrita por outros críticos como "caracteriza-se por uma sensibilidade única."
O site francês Monsieur Cine também avaliou o filme, descrevendo-o como: "Visualmente, o filme é um encanto. Uma valsa contemplativa alimentada pelas luzes". Ele também disse que o diretor conseguiu "mostrar friamente os horrores da subordinação sexual e o sofrimento dos escravos de prazer", mas "também foi capaz de dar ao filme um toque leve quando necessário". O Orient Extrême chamou o filme de "uma bela surpresa" e disse que é "um filme brilhante sobre a solidão, que evita o pessimismo, e surpreende pelo seu olhar maduro e esclarecido em um mundo muito frequentemente caricaturado."
Entretanto, o filme recebeu críticas por parte do crítico Russell Edwards, da revista de indústria cinematográfica Variety, que chamou a produção de filme de vídeo digital "vulgar, onde nem a satisfação sexual, nem a pública está garantida." Por causa de elementos homoeróticos, Edwards disse que achava que as chances do filme ser exibido em Singapura eram mínimas. No passado, os censores do governo haviam proibido a exibição de filmes com temas homossexuais, antes da introdução de um sistema de classificação de filmes adequado.